# Mluša
Mluša je naseljeno mjesto u općini Prozor-Rama, Federacija Bosne i Hercegovine, BiH.
Pripada Gornjoj Rami.

## Stanovništvo

### 1991.
Nacionalni sastav stanovništva 1991. godine, bio je sljedeći:
ukupno: 168
- Hrvati - 167
- ostali, neopredijeljeni i nepoznato - 1

### 2013.
Nacionalni sastav stanovništva 2013. godine, bio je sljedeći:
ukupno: 170
- Hrvati - 170